# Shake It
«Shake It» es una canción producida por la banda Americana Metro Station, lanzada como el tercer sencillo, después de Control y Kelsey. Este sencillo alcanzó, entre todo, #10 en el Billboard Hot 100 y #4 en el Canadian Hot 100. "Shake It" fue certificado de Oro por la RIAA el 13 de junio de 2008, y más tarde, Platino ese mismo año, hasta finalmente alcanzar a ser Doble Platino a finales de enero de 2009, convirtiéndolo en uno de los 115 singles más vendidos de la historia.

## Listas de canciones
UK CD single
1. "Shake It" (Radio Mix) - 3:04
2. "Shake It (Lenny B Remix - Extended Version)" - 7:15
3. "Comin' Around" - 2:40

U.S. Digital Remix single
1. "Shake It" [The Lindbergh Palace Remix] - 6:25
2. "Shake It" [Lenny B Remix] - 3:22

## Video musical
El video musical de "Shake It" estuvo inspirado en los videos que los fanes hacían,63 los cuales la banda puso en el Playlist en su cuenta de Youtube. La banda comentó que el video final estuvo basado en el filme The Warriors, con grupos de bailarines que se enfrentaban. El video muestra a los cuatro miembros de la banda cuando entran al teatro. Una vez dentro, ellos tocan la canción mientras que los bailarines se enfrentan. Los cameos fueron hechos de la celebridad de Myspace Jeffree Star y la exnovia de Trace Cyrus, Hanna Beth como la audiencia mirando bailar a los bailarines. El video termina con que la policía entra al teatro y los fuerza a salir
.

## Posicionamiento
| Listas (2008-2009)               | Posiciones |
| -------------------------------- | ---------- |
| Australian ARIA Singles Chart    | 2          |
| Austrian Singles Chart           | 9          |
| Belgian Singles Chart (Flanders) | 17         |
| Canadian Hot 100                 | 4          |
| Dutch Singles Chart              | 22         |
| German Singles Chart             | 9          |
| Irish Singles Chart              | 4          |
| Japan Hot 100 Singles            | 11         |
| México Hot 100                   | 51         |
| New Zealand RIANZ Singles Chart  | 9          |
| Portuguese Singles Chart         | 45         |
| Slovak Airplay Chart             | 15         |
| Swedish Singles Chart            | 55         |
| Swiss Singles Chart              | 33         |
| UK Singles Chart                 | 6          |
| U.S. Billboard Hot 100           | 10         |
| U.S. Billboard Pop 100           | 7          |